# Calabrium
| ❮ | System        | Serie      | Stufe              | ≈ Alter (mya) |
| - | ------------- | ---------- | ------------------ | ------------- |
| ❮ | Q u a r t ä r | Holozän    | Meghalayum         | 0 ⬍ 0,004     |
| ❮ | Q u a r t ä r | Holozän    | Nordgrippium       | 0,004 ⬍ 0,008 |
| ❮ | Q u a r t ä r | Holozän    | Grönlandium        | 0,008 ⬍ 0,012 |
| ❮ | Q u a r t ä r | Pleistozän | Tarantium          | 0,012 ⬍ 0,126 |
| ❮ | Q u a r t ä r | Pleistozän | Ionium (Chibanium) | 0,126 ⬍ 0,781 |
| ❮ | Q u a r t ä r | Pleistozän | Calabrium          | 0,781 ⬍ 1,806 |
| ❮ | Q u a r t ä r | Pleistozän | Gelasium           | 1,806 ⬍ 2,588 |
| ❮ | früher        | früher     | früher             | älter         |

Das Calabrium, früher auch Untere Pleistozän, Altpleistozän oder Altdiluvium genannt, ist der längste Abschnitt der erdgeschichtlichen Epoche des Pleistozäns. Es begann vor etwa 1,806 Millionen Jahren und endete vor etwa 0,781 Millionen Jahren mit dem Beginn des Mittelpleistozäns und dauerte rund 1.025.000 Jahre an.
Die oberste Stufe des Pliozäns, das Gelasium, wurde in das Pleistozän und damit das Quartär transferiert, so dass das Calabrium nun die zweite Stufe des Pleistozäns ist.

## Definition
Die Untergrenze liegt genau über dem Top der magnetischen Polaritäts-Chronozone C2n (Olduvai-Chronozone) und Aussterbehorizont der kalkigen Nannoplankton-Art Discoaster brouweri (= Basis der kalkiges Nannoplankton-Zone CN13). Außerdem fällt die Basis mit dem Erstauftreten der kalkigen Nannoplankton-Form Gephyrocapsa spp. und dem Aussterbehorizont der planktonischen Foraminiferen-Art Globigerinoides extremus zusammen. Die Obergrenze ist durch die Brunhes-Matuyama-Umkehr des Magnetfeldes der Erde definiert.